# Borajno
Borajno (cyr. Борајно) – wieś w Bośni i Hercegowinie, w Republice Serbskiej, w gminie Čajniče. W 2013 roku liczyła 132 mieszkańców.